# 沿岸漁業
沿岸漁業（えんがん ぎょぎょう）とは、自国の陸から比較的近い、日帰りできる程度の沿岸部で行われる小規模な漁業をいう。沿海漁業ともいう。海面漁業のうちの一つ。サバ、アジ、タラ、タイなどを漁獲する。
日本で行われる統計調査における定義では、沿岸漁業とは、漁船を使用しないで行う漁業、無動力船を使用して行う漁業、10トン未満の動力船を使用して行う漁業、定置網漁業、地引き網漁業をいう。
経営規模は零細で、家族単位で経営する沿岸漁業従事者（漁師）も多い。昭和50年代後半（1980年代）以降に顕著となった日本漁業全体の不振の中にあって、沿岸漁業もまた魚の捕りすぎや海洋汚染、埋め立てなどにより漁獲量を減少させている。
赤潮が原因で大きな影響を受ける事がある。

## 歴史
幕藩体制下で漁業既得権を保持してきた漁民に対し、特に明治4年の廃藩置県で統制の弛緩が起きて、漁業に新規参入してきた人々が漁場に入り込むようになり、各地で漁業紛争が発生した。
内務省はこうした事態を収拾するために、明治8年（1875年）の太政官布告で、「海は国のもの」として漁業雑税を廃止するとともに、「海面官有宣言」が出された。ところが、税収減をおそれた大蔵省が「海は万民のもの」との美名を持ち出して、翌明治9年（1876年）に前宣言を撤回させた。
明治23年（1890年）になると「官有地取扱措置」が定められ、海面の使用を許可制とし、水面使用料を徴収するなど、内務省と大蔵省の折衷案のような規定がなされた。
昭和24年（1949年）には現行の漁業法が制定され、漁業権などについて規定がなされている。

## 生産量
農林水産省の漁業・養殖業生産統計（令和6年概数）によると、沿岸漁業の生産量は76万1000トン。平成8年の190万1000トンをピークに減少傾向にある。